# 「ギルティ 悪魔と契約した女」オリジナル・サウンドトラック
『「ギルティ 悪魔と契約した女」オリジナル・サウンドトラック』（「ギルティ あくまとけいやくしたおんな」オリジナル・サウンドトラック）は、2010年12月1日に発売された、テレビドラマ『ギルティ 悪魔と契約した女』のサウンドトラック盤である。

## 収録曲
- 作曲:住友紀人

1. メインテーマ
2. 癒えない傷
3. Longing
4. The Inducement
5. Lost Tears
6. 復讐の序曲
7. Hyena
8. 木漏れ日
9. Confession
10. 渇いた孤独
11. 悪魔との誓い
12. Inductive Inference
13. 忍び寄る呪い
14. 悪魔の業
15. Indifferent Man
16. From The Past
17. 忘れかけた思い
18. I am yours if you are mine
19. 真実への糸口
20. Victim
21. Execution
22. The Mesh
23. Labyrinth
24. 死の償い
25. 結ばれ得ぬ二人
26. メインテーマ (失われた季節)
27. Lament Of Devil
28. ギルティ

| スタブアイコン | サブスタブ | この項目は、まだ閲覧者の調べものの参照としては役立たない、アルバムに関連した書きかけの項目です。この項目を加筆・訂正などしてくださる協力者を求めています（P:音楽/PJ:アルバム）。 |